# 1887 na arte

## Nascimentos
| Data           | Nome                    | Profissão | Nacionalidade                              | Observações | Ref |
| -------------- | ----------------------- | --- | ------------------------------------------ | ----------- | --- |
| 7 de março     | Stuart Carvalhais       | pintor, desenhador, ilustrador, caricaturista, autor de banda desenhada, artista gráfico, fotógrafo, cenógrafo, realizador e actor de cinema | Reino Unido de Portugal, Brasil e Algarves | m. 1961     |     |
| 14 de novembro | Amadeo de Souza-Cardoso | pintor | Reino Unido de Portugal, Brasil e Algarves | m. 1918     |     |
| ??             | Frederico Aires         | pintor | Reino Unido de Portugal, Brasil e Algarves | m. 1963     |     |

## Mortes
| Data          | Nome           | Profissão            | Nacionalidade | Observações | Ref |
| ------------- | -------------- | -------------------- | ------------- | ----------- | --- |
| 19 de outubro | José Rodrigues | pintor do romantismo | Portugal      | n. 1828     |     |